# Talamus
Talamus (grčki: θάλαμος, thálamos, 'spavaća soba') jest skupina sive tvari na bočnim stjenkama treće moždane komore koja čini stražnji dio međumozga. Živčane stanice protežu se iz talamusa do moždane kore u svim smjerovima (takozvane talamokorteksne radijacije), što talamusu omogućava funkciju čvorišta za razmjenu informacija u mozgu. Talamus ima nekoliko drugih funkcija, poput prenošenja osjetilnih i motornih signala moždanoj kori i regulacije svijesti, sna te budnosti.
Anatomski gledano, talamus je po središnjoj osi simetrična struktura s dvjema polovicama (lijevom i desnom) u mozgu kralježnjaka, položena između moždane kore i srednjeg mozga. Formira se tijekom embriogeneze kao glavni produkt međumozga, što je 1893. godine otkrio švicarski embriolog i anatomičar Wilhelm His.

## Vanjske poveznice
- talamus, Medicinski leksikon
- thalamus, Britannica (engleski)

- mozak, Hrvatska enciklopedija